# Emma Hardy
Emma Ann Hardy (ur. 17 lipca 1979 w North Newbald) – brytyjska polityczka Partii Pracy, deputowana Izby Gmin.

## Działalność polityczna
Od 8 czerwca 2017 reprezentuje okręg wyborczy Kingston upon Hull West and Hessle w brytyjskiej Izbie Gmin.